# تامي كلاركسون
تامي كلاركسون (بالإنجليزية: Tammy Clarkson)‏ هي ممثلة أسترالية، (نحو. القرن 20  م).

## مسيرتها المهنية
اشتهرت بدورها في The Circuit، حيث لعبت دور "بيلا نوبل". وقد جرى بث هذا المسلسل على قناة خدمة البث الخاصة (أستراليا) في عام 2007 للموسم الأول، وفي أواخر عام 2009 للموسم الثاني.

## وصلات خارجية
- تامي كلاركسون على موقع IMDb (الإنجليزية)
- تامي كلاركسون على موقع قاعدة بيانات الفيلم (الإنجليزية)